# 羅伯·派汀森
（1986年5月13日—），英國男演員，是現今世界上收入最高的演員之一。2010年，羅伯獲選《時代雜誌》「时代百大人物」及《富比士》「世界百大名人權力榜」，即世上最具影響力的名人之一。
羅伯在2005年在《哈利波特－火盃的考驗》中飾演塞德里克·迪戈里開展銀幕事業。2008年開始，因為《暮光之城系列》愛德華·庫倫一角受到全球矚目。截至2012年，一共五部的系列電影在全球突破$33億美金的票房收入，建立好萊塢最高片酬和最叫座演員之一的地位。從《達利和他的情人》（2009）中飾演薩爾瓦多·達利開始，羅伯也涉獵小成本製作的獨立電影。包括《記得我》（2010）、《大象的眼淚》（2011）。在大衛·柯能堡的電影《夢遊大都會》（2012）中，飾演一名硬朗、冷酷及懂計算的億萬富翁，為他贏得極高的讚譽。在薩夫迪兄弟《失速夜狂奔》（2017）以及和羅柏·艾格斯《燈塔》（2019）裡演出更獲得獨立精神獎最佳男主角的提名。2020年後，羅伯回歸主流電影市場，出演克里斯多福·諾蘭科幻巨作《TENET天能》。2022年上映的《蝙蝠俠》也預定在2025年推出續集。
自12歲便開始其模特兒的事業。2013年，Dior Homme與他簽約成為旗下香水品牌的代言人。2016年，正式成為該品牌男裝系列的形象大使。
羅伯亦支持多項慈善事業方面，包括自2015年起擔任大使的GO運動。該組織旨在提高外界對全世界的孤兒和弱勢兒童的注意及基金援助。

## 家庭
羅拔·派汀森出生於英國倫敦，父親理察·派汀森（Richard Pattinson）從事進口美國中古車的生意，母親克萊兒·派汀森（Clare Pattinson）任職於模特兒經紀公司。羅伯有兩位姐姐，分別為創作歌手麗茲·派汀森，及從事廣告製作的維多利亞·派汀森（Victoria Pattinson）。
羅伯在倫敦郊區的巴恩斯長大，他12歲前就讀於英國塔屋學校，然後到哈羅德中學就讀。

## 演藝事業
羅伯在中學畢業後加入巴恩斯劇團俱樂部 (Barnes Theatre Club)。在後台工作兩年後，參加《紅男綠女》的試鏡獲得了一個古巴舞者的角色。後來在桑顿·怀尔德的《Our Town》中飾演主角George Gibbs，被坐在觀眾席上的經紀人發掘，開啟尋求專業角色的契機。在英國Old Sorting Office Arts Centre參與《Anything Goes》、《Macbeth》及《黛絲姑娘》的演出。

### 2004-2007年：事業早期
2004年，羅伯的第一個銀幕角色是電視電影《黑暗王朝：魔域屠龍》，當時他演的出一個小配角，據説演出所賺到的所有收入幾乎都用來繳交哈羅德中學的學費。同年，他被印度女導演米拉·奈兒看中，參與了名著改編電影《浮華新世界》的拍攝，但基於劇情考慮，他的戲份最終全被刪剪，只出現在DVD版本中。
2005年5月，羅伯原先預定出演皇家宮廷劇院的《The Woman Before》，但在英國首演前被解僱，角色由山姆·萊利頂替。同年11月，在《哈利波特：火盃的考驗》中飾演「三巫鬥法大賽」鬥士之一的西追·迪哥里。雖然戲分不多，矚目度也不如其他同劇演員來得高，但憑著俊美外表及帶著濃厚歐洲貴族氣息的他，被時代雜誌喻為「英國明日之星」、裘德·洛的接班人」。
2006年10月31日，羅伯在BBC Four的心理戰慄影片《迷魂飛行員》（改編自Dennis Wheatley小說《The Haunting of Toby Jugg》）中演出，並獲得好評。《The Stage》讚揚：「他飾演的飛行員有著一種青春的驚駭與世間使人厭煩的犬儒主義。」
2007年2月，羅伯在電視電影《壞媽媽手記》中飾演配角。該劇改編自Kate Long同名暢銷小說。

### 2008-2013年：暮光系列時期
2008年11月，羅伯在《暮光之城：無懼的愛》（改編自史蒂芬妮·梅爾同名暢銷小說）中飾演神秘俊美的吸血鬼愛德華·庫倫。據《电视指南》報導，羅伯最初為試鏡憂慮，擔心自己不能演活這樣「完美」的角色。當時女主角早已選定由克莉絲汀·史都華擔演，而男主角卻遲遲未定案。最終，羅伯在導演凱薩琳·哈德薇克家參與試鏡，在眾多演員中脫穎而出。電影上映後，更讓羅伯真正嚐到走紅的滋味，搖身一變，成為風靡全球的少女殺手的電影明星。
羅伯曾於受訪時提到，傑克·尼克遜是他在戲劇表演上的指標，希望自己能成為能跟尼克遜一樣的全方位演技派演員，而非靠著一張漂亮臉皮而獲得少女觀眾的偶像。儘管電影得到的評價不一，但評論者都稱讚羅伯與克莉絲汀兩人有微妙的化學作用。《紐約時報》稱羅伯是「有能力及有異國情調的美麗」演員；影評人羅傑·艾伯特稱讚羅伯是這個角色的「最佳人選」。
同年1月，羅伯參與了一齣由奧利弗·埃文編導的低成本喜劇電影《如何是好》，在多個影展放映，獲得影評人褒貶不一的評價。
2009年11月，《暮光之城：新月》上映。以1.42億美元打破首週末票房紀錄，最終全球總票房達7億美元。電影得到負面評價，但《芝加哥論壇報》的影評人Michael Phillips表示儘管派汀森的妝容很糟糕，但仍然有興趣觀看；《阿利桑那共和報》的Bill GoodyKoontz說派汀森實際在電影中出場的次數並不多，但他盡力而為；《華盛頓郵報》的Michael O'Sullivan指他的演技是一致的強烈。
英國Revolver娛樂公司更發行一部紀錄了羅伯生活細節與受歡迎程度的紀錄片《Robsessed》。

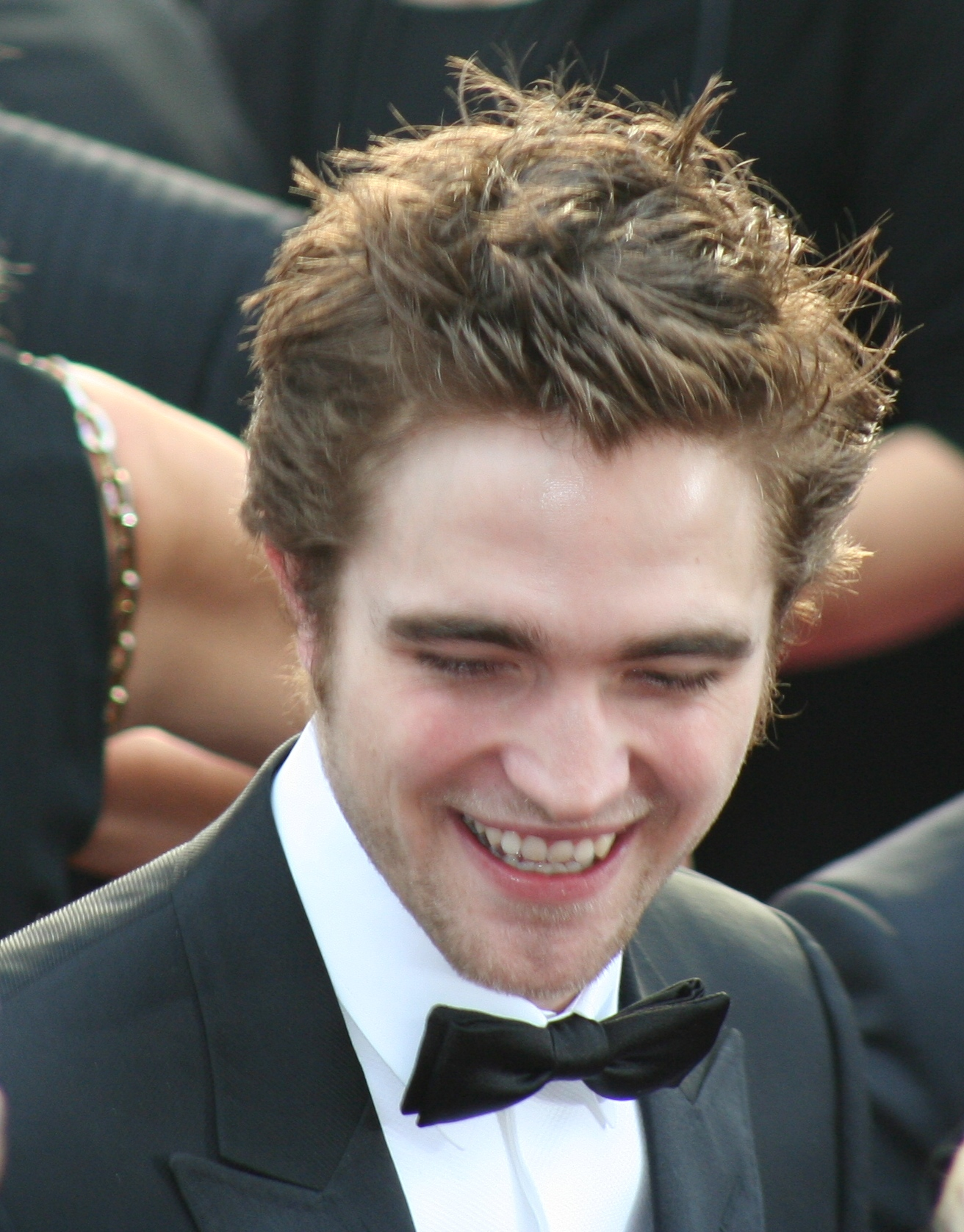
羅伯·派汀森出席2009年的第81屆奧斯卡金像獎頒獎典禮

同年，羅伯於保羅·莫里森執導的西班牙英語劇集《達利和他的情人》中飾演薩爾瓦多·達利；並參與Daisy Gili導演的短片《夏日小屋（The Summer House）》（後收錄在由五部短篇單元合集而成的《愛與不信任》中，講述來自不同背景的八個人對真正滿足的追求。）。
2010年3月，羅伯主演《記得我》，更擔任執行製片人一職。《美聯社》Jake Coyle說派汀森在銀幕上有著「明顯的形象」，但在《記住我》，他刻意且自我意識地留意著。垂下眼睛、捲起衣袖，香煙巧妙地從他的嘴裡下垂，泰勒·霍金斯這個角色（如同愛德華·庫倫）是一個不情願的浪漫主義者；《帝國雜誌》指這是派汀森最好的作品；《好萊塢報導》 Kirk Honeycutt讚賞派汀森與拍檔艾蜜莉·迪瑞文在電影的化學作用，指兩人散發蓍不造作的魅力。
同年5月，羅伯出席電視脫口秀《奥普拉·温弗里秀》（13日）及《艾倫·狄珍妮秀》（18日），為《暮光之城：蝕》宣傳，並出席於2010年6月24日於洛杉磯諾基亞劇院的《暮光之城：蝕》紅地毯全球首映。電影於2010年6月30日發布，全球共賺得$698,491,347美元。

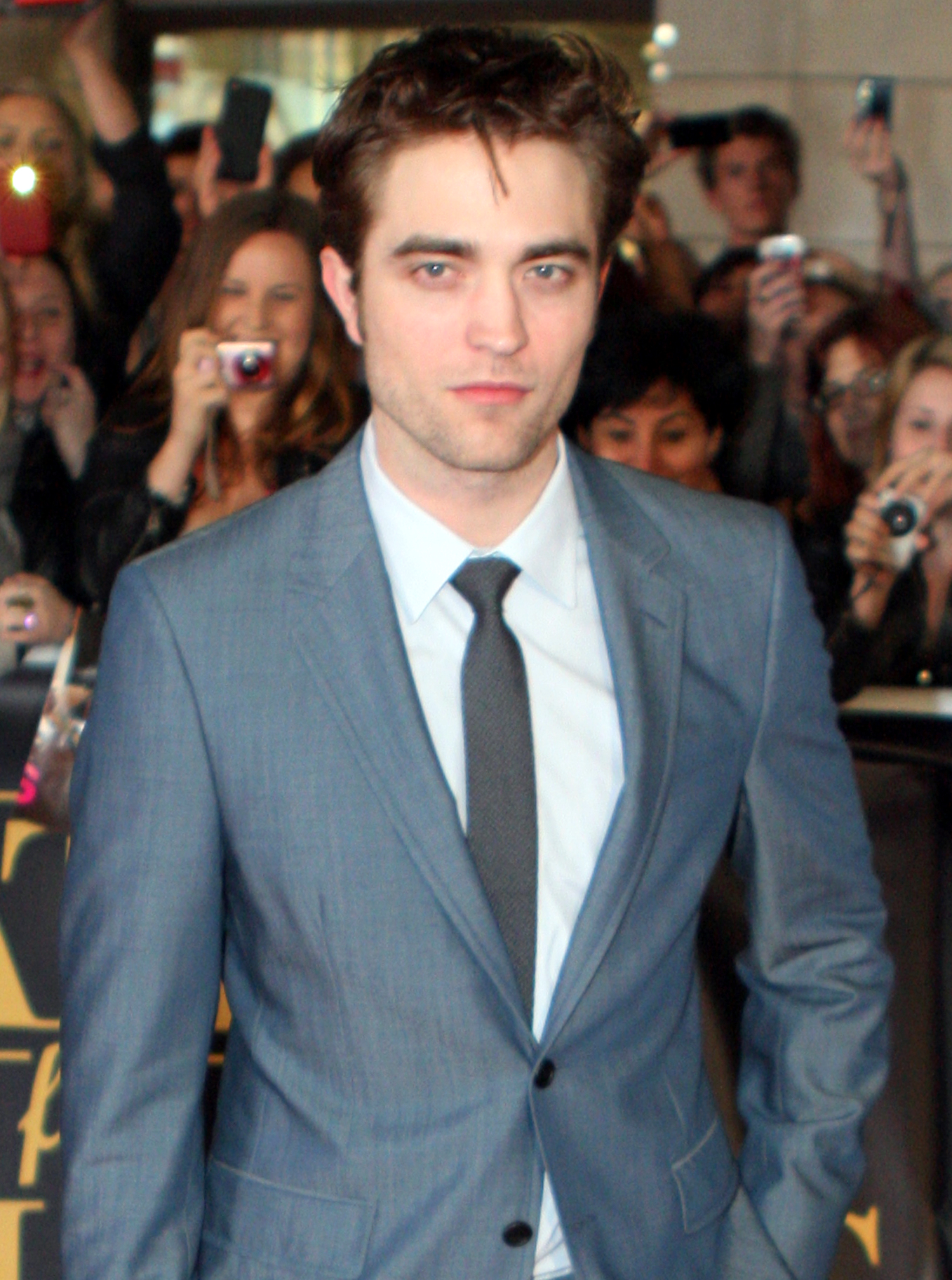
羅伯·派汀森2011年出席電影《大象的眼淚》首映。

2011年4月，羅伯在電影《大象的眼淚》中飾演Jacob Jankowski，電影改編自莎拉·格魯恩的同名小說，本片除了演出，還擔任製片人一職。《時代雜誌》的影評人Richard Corliss讚賞派汀森為「害羞和耐看的」，並說他「散發一種緩慢的磁性，能令觀眾眼睛鎖定在他身上」的「明星氣質」；《舊金山紀事報》的Mick LaSalle表示派汀森已成功將自己置於故事的中心，且「值得無限觀看」；《滾石雜誌》的彼得·崔維斯說在戲中是「悶燒」；而《好萊塢報導》的陶德·麥卡錫稱派汀森所飾演的雅各完全有足夠說服力。
同年11月，《暮光之城：破曉Ⅰ》上映，全球票房$705,058,657美元。
2012年2月，羅伯在《俊俏誘情人》（改編自居伊·德·莫泊桑1885年的同名小說）中飾演喬治·杜洛華（Georges Duroy），電影於第62屆柏林影展全球首映。
同年5月，由大衛·柯能堡執導的電影《夢遊大都會》（改編自堂·德里羅同名小說），在第65屆坎城影展首映並角逐金棕櫚獎。《綜藝雜誌》的Justin Chang寫道：「電影製作人和素材的驚人且精確地匹配，以乳膠手套探討了1%人的無靈魂......派汀森的出色表演不可或缺。」；《每日電訊報》的Robbie Collin指羅伯有一種轟動的表演能力，「是的，派汀森飾演的帕克就像一個人類的火山口，在冷漠的面孔下，神經能量和自我厭惡在火山深處攪動著」；而《娛樂周刊》的歐文·格萊伯曼指出，即使沒有化上蒼白的吸血鬼妝，派汀森的面容都是蒼白和具掠奪性的，在冷酷的思想中傳遞他那具有節奏性信心。
同年11月，《暮光之城：破曉Ⅱ》上映，全球票房高達八億美元，成為系列電影中最賣座的一部。在爛番茄網站，基於174個評論獲得48%的評分，一致的意見指：「這是整個暮光系列中是讓人愉快的一部，可能會讓忠實粉絲滿意，但不足以讓其他觀眾感到值得一看。」
2012年羅伯與多部電影洽談：5月和佳·皮雅斯為大衛·米奇歐的新片《絕命正義》試鏡；亦宣布在《Mission: Blacklist》（根據軍事質詢者艾瑞克·馬德克斯
同名的心理恐怖小說改編）中演出（最終因檔期衝突退出）；8月，與娜歐蜜·華茲為韋納·荷索改編格特魯德·貝爾的傳記電影《沙漠女皇：燦爛年代》試鏡；11月，宣布與維果·莫天森及瑞秋·懷茲共同演出大衛·柯能堡的《寂寞星圖》。

### 2014-2019年：獨立電影時期

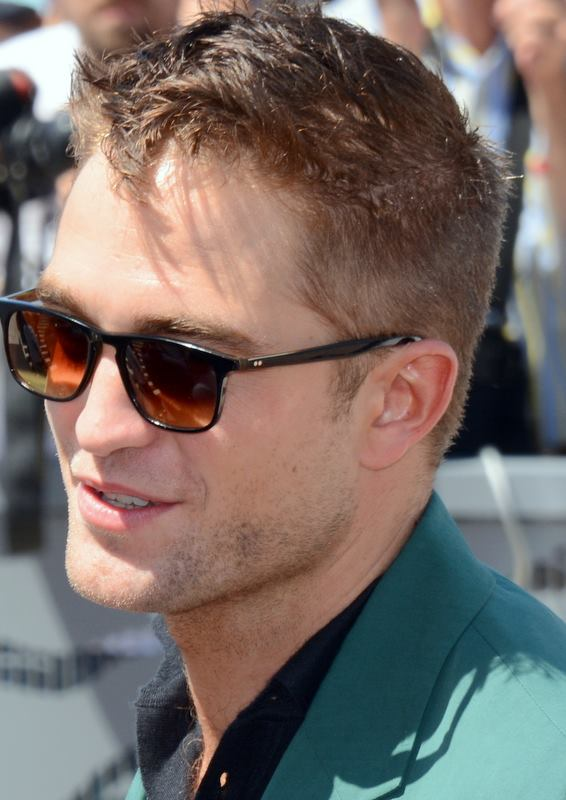
羅伯出席2014年5月舉行的第67屆康城影展上電影《絕命正義》的首映。

2014年5月，由羅伯主演的兩部電影於第67屆康城影展首映，分別是入圍主競賽單元的
《寂寞星圖》，以及午夜放映單元的《絕命正義》。
大衛·米奇歐導演的未來主義西部電影《絕命正義》，同片還有佳·皮雅斯及史考特·麥奈利，電影的首映於影展的比賽中脫穎而出。演出一個天真的犯罪團隊成員，好評如潮。《綜藝雜誌》的Scott Foundas說：「派汀森是這部電影的最大驚喜，他體現出一種令人信服的南方口音，給這個可能容易被廉價情感效果所利用的角色帶來了低調的尊嚴」他進一步補充說：「他表現出無數深刻的敏感度與感受，這就是派汀森演技的重新定義。」為《好萊塢報導》寫文章的陶德·麥卡錫寫道：「儘管角色本身有局限性，但派汀森的表演隨著電影的進展而變得更加有趣。」替《IndieWire》撰稿的Jessica Kiang指，「派汀森的的表演確實比受影響的更有影響力。」
再次與導演大衛·柯能堡合作的《寂寞星圖》，講述對好萊塢過度嚮往、被腐敗所摧毀的黑色喜劇。羅伯飾演的Jerome Fontana是名豪華轎車司機，也是一心想成為一名成功編劇而苦苦掙扎的演員。。《每日電訊報》的Robbie Collin總結派汀森的表現為「迷人地飾演」。
2015年2月，由羅伯主演的兩部電影於第65屆柏林影展首映，分別是入圍主競賽單元的
《沙漠女皇：燦爛年代》，以及《叛逆年代》。
由韋納·荷索執導，與妮歌·潔曼及占士·法蘭高合演的《沙漠女皇：燦爛年代》。羅伯飾演有阿拉伯勞倫斯之稱的湯瑪斯·愛德華·勞倫斯。《獨立報》的Geoffrey Macnab形容「演出與彼得·奧圖（1962年電影《阿拉伯的勞倫斯》主演）相去甚遠。他所飾演的阿拉伯勞倫斯是個口齒尖銳的譏諷人物，能夠看穿他的老闆和同事的偽裝的人。」；《好萊塢報導》的David Rooney稱他的角色為「簡要但重要」並得出結論指「他跟基嫚的情誼是有吸引力的。」；《IndieWire》的Sam Adams說：「派汀森演繹真正的人物而獲得相對較高的分數。」
安東·寇班執導的《叛逆年代》中講述《生活雜誌》的攝影師丹尼斯·史托克與演員占士·甸的友情。電影獲得褒貶不一的影評，而羅伯因為他對攝影師的描繪而獲得了讚賞。《綜藝雜誌》的Guy Lodge稱他的表現「轉為狡黠」。《Little White Lies雜誌》指派汀森的表演就像他的角色總是穿的白襯衫和黑西裝一樣乾脆利落，這是他對自己問題的一種慢慢地展開來的偽裝，添加顏色和改善整齣電影。《好萊塢報導》的David Rooney指，可說是派汀森「最全面的表演」」。
2015年9月，布拉迪·科貝特首次執導的電影《邪惡的養成》於第72屆威尼斯影展地平線單元首映，同片的有貝妮絲·碧祖及史黛西·馬汀。他於電影中飾演雙重角色，一戰時期的德國記者Charles Marker，以及成年的Prescott。其中《衛報》的Peter Bradshaw稱其為「優雅」；而《國際銀幕》的Lee Marshall形容為「優秀」。

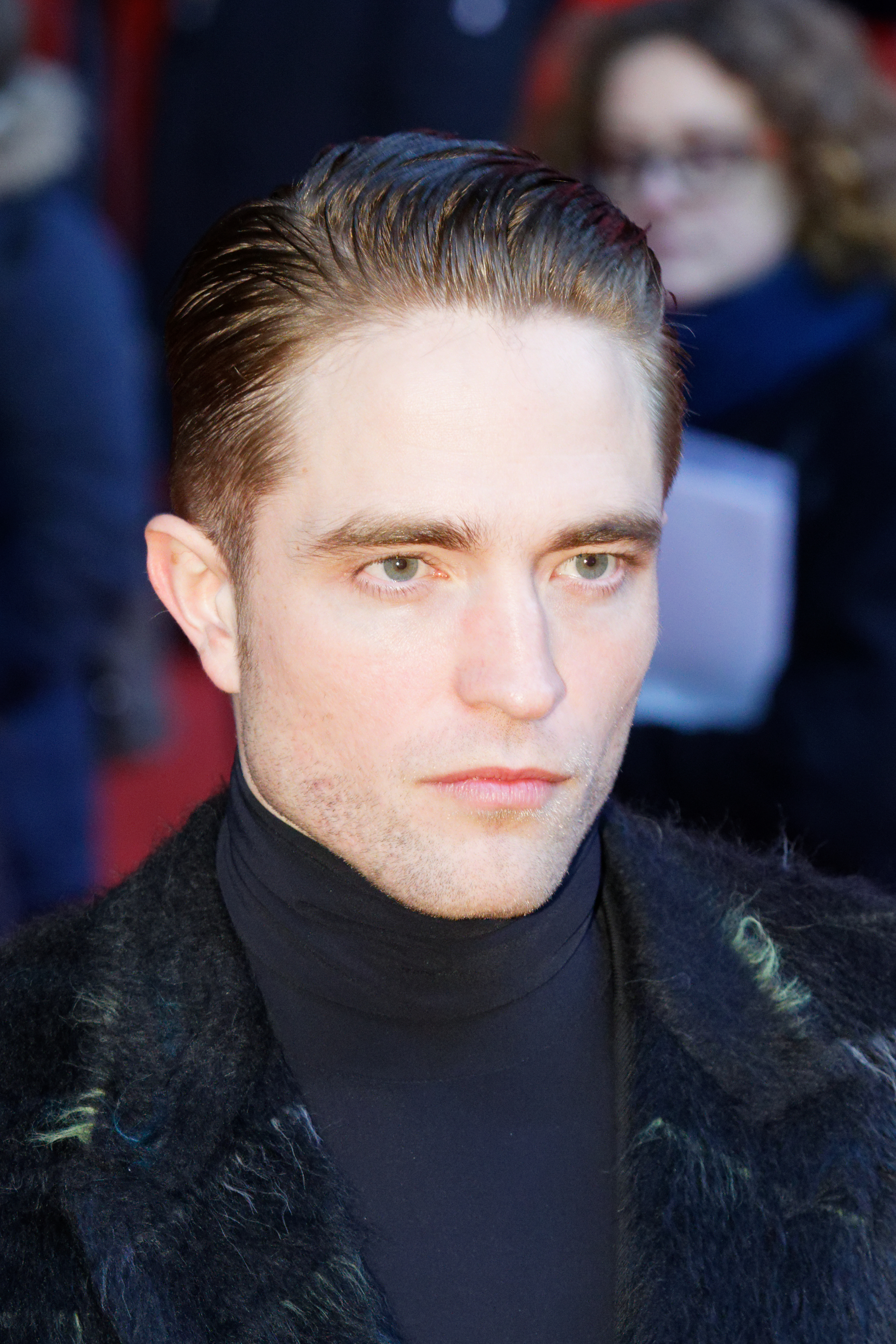
羅伯·派汀森在第65屆柏林影展的《失落之城》首映。

2016年10月，《失落之城》（派拉蒙影業及B計劃娛樂製作，改編自詹姆士·葛雷的同名小說）在第54屆紐約影展首映。羅伯為了飾演英國探險家亨利·海斯廷（Henry Costin）下士，蓄厚重鬍子和減重35磅。《NBP》的Matt Neg稱他為「當今最好的演員之一」。《布魯克林雜誌》的Keith Uhlich在他的評論中稱他為「微妙的場景竊取者」；而《HeyUGuys》的Linda Marric發現他的演出是「微妙而精彩，令人印象深刻」。
2017年5月，羅伯在薩夫迪兄弟的新片《失速夜狂奔》飾演銀行劫匪康尼·尼克斯（Connie Nikas），他稱此片為一部「一部真正硬核的紐約皇后區、精神受損的精神病患者、銀行搶劫電影」。該片於第70屆坎城影展首映，而他的表現獲得評論家的一致讚揚。《綜藝雜誌》的Guy Lodge稱他的表現是他的「事業高峰」；《Indiewire》的Eric Kohn稱之為「職業生涯最佳」；而《好萊塢報導》的David Rooney把他與阿爾·帕西諾《熱天午後》的角色桑尼·華吉克（Sonny Wortzik）作比較，並稱「迄今表現最出色之作」。羅伯也憑本片首次獲得獨立精神獎最佳男主角的提名。
2017年8月，在宣傳電影《失速夜狂奔》時，羅伯為《GQ》自編自導一段名為《恐懼與羞恥（Fear & Shame）》「羅伯·派汀森跟名聲和恐懼戰鬥以獲得紐約街頭熱狗」的短片。選在紐約街頭拍攝，講述羅伯購買熱狗同時需要在喧囂的城市中避開媒體和粉絲蜂湧的旅程。《影音俱樂部雜誌》稱它為「離奇與令人愉快」。而《IndieWire》稱「他有一個光明及閃閃發光的未來」。
2018年，與《寂寞星圖》蜜雅·娃絲柯思卡再度合作的大衛·澤爾納西部喜劇《青春少女》，以及於科幻電影《黑洞迷情》。此外，也將演出安東尼奧·坎波斯的《神棄之地》，和喬安娜·霍格分作兩部的浪漫神秘電影《紀念品》（2019年中因《蝙蝠俠》檔期衝突而退出該片）。
2019年5月，由羅柏·艾格斯執導的黑白電影《燈塔》在第72屆坎城影展導演雙週單元放映。羅伯的演出讓他再次獲得了獨立精神獎最佳男主角提名。
同年9月，由羅伯主演的兩部電影於第76屆威尼斯影展首映，分別是入圍主競賽單元的
《等待野蠻人》，以及與導演大衛·米許歐二度合作的《國王》。

### 2020年：回歸主流電影
2020年8月，羅伯出演了《TENET天能》。
2022年3月，在歷經疫情停拍與延期後，《蝙蝠俠》正式上映。
2023年12月，《蒼鷺與少年》英語版上映。這也是羅伯首次為動畫電影配音。
原定在2024年上映的科幻電影《米奇17》（由奉俊昊編導，改編自愛德華·艾希頓2022年的小說《米奇7號》），目前宣布延期至2025年。

## 其他事業

### 模特兒工作
羅伯·派汀森在12歲便開始以本名Robert Thomas Pattinson開始模特兒工作，但四年後工作量在逐步下跌。2008年12月，被問及這段經歷和他為何中途停止了模特兒工作時，他說：「當我剛開始當模特兒的時候，我就已經長得十分高，而且看起來就像一個女孩，所以那時候找我當模特兒的人特別多，但是我總是要把自己弄得不像個男人，這樣才會有人來找自己拍片。那個時期很流行中性美，中性被看作是很酷的。後來我猜自己的外表越來越剛陽味了，就像個男孩，所以就沒人再來找我工作，那是我在模特兒事業中最不成功的時候。」儘管模特兒生涯短暫，羅伯仍然出現在2007年Hackett的男裝秋季系列平面廣告中。
2010年11月，Burberry跟羅伯接洽，商量以£100萬英鎊的價錢讓他為品牌代言，然而他拒絕了。
2013年6月，羅伯被宣布成為Dior Homme香水品牌的新代言人，與模特兒卡米兒·羅爾共同拍攝廣告在《1000種生活（1000 Lives）》中亮相。由羅曼·加夫拉斯執導、南·戈丁攝影，使用了英國搖滾樂隊齊柏林飛船的歌曲〈Whole Lotta Love〉。戈丁後來推出《羅伯·派汀森：1000種生活》，收錄了羅伯該次拍攝的相片合集。
2016年1月，羅伯現身於另一場由德國攝影師兼導演彼得·林德伯格的活動。隔月，正式宣布成為迪奧男裝的第一任大使，並在卡爾·拉格斐拍攝的2016年秋冬季系列中亮相。
2017年，羅伯繼續跟迪奧合作，並代言其品牌下的男裝及香水系列的2017年夏季的活動。

### 音樂
除了演員身份，自幼學琴的羅伯·派汀森也是個優秀的音樂家，出道前曾在家鄉組過樂隊。擅長吉他和鋼琴，還會撰寫自己的音樂作品。而羅伯的姊姊Lizzy也是位傑出的創作歌手，曾跟Aurora樂隊登上十大跳舞歌曲的榜首。
羅伯在電影《如何生活》裡演唱了三首由喬·哈斯丁（Joe Hastings）作曲的歌曲。在《暮光之城原聲帶》中也演唱了兩首歌曲，分別是與森姆·布拉德利（Sam Bradley）合寫的〈Never Think〉，以及與馬庫斯·福斯特（Marcus Foster）、波比·朗（Bobby Long）合寫的〈Let Me Sign〉。導演凱瑟琳·哈德威克在羅伯不知情的情況下將其錄音添加到早期剪輯中，這些歌曲被放進電影。他同意「特別是其中一首，它確實讓場景氣氛變得更好。似乎它本來就應該在那裡。」。除了錄製原聲配樂，羅伯說：「我從來沒有真正錄製過任何東西，我只餐廳與俱樂部等地方演奏過。」當被問及專業的音樂事業時，他說：「如果我的演員生涯失敗的時候，音樂就是我的後備計劃。」
2010年，羅伯獲得《好萊塢最具影響力的意想不到音樂人》的獎項。
2017年3月，羅伯在一個訪問中提及在電影《青春少女》中關於音樂上的貢獻。他說：「儘管我正在為電影做音樂，但我不再玩那麼多了。我需要區分音樂和演戲，當我越是把大腦的這個領域推向演戲，我玩的音樂就像即興創作。」

### 慈善事業
慈善事業方面，羅伯·派汀森支持並促進英國終止兒童賣淫和販運的運動，以阻止兒童及青少年作性目的販運，以及停止販賣人口。2009年5月，在第62屆康城影展的愛滋病研究基金會上共籌募了$56,000美元。
2010年6月，他將自己的作品放到eBay上拍賣，將收益捐到父母與被綁架兒童團體，以幫助該組織失蹤兒童進行工作。他還捐贈了一幅自己繪畫的素描，名為《未完成的城市》，拍賣價格為$6,400美元。所賣得的金錢捐到以亞利桑那州為基礎的無家可歸者中心「奧茲安南莊園」。
2011年1月，他主動請纓參與了慈善機構的馬拉松式電視節目《海地現在的希望：全球抗震救災活動》。同年3月，他將簽名吉他拍賣的所得捐給午夜使命。8月，他在《青少年選擇獎》的得獎感言中，提到了癌症噬咬運動（The Cancer Bites campaign），分享關於該運動正在為癌症病患者進行的工作，以協助提高人們對癌症的認識。他捐出《破曉》見面會和電影私人放映會拍賣所得收益共$80,000美元捐到GO運動（非營利組織，旨在提高外界對全世界的孤兒和弱勢兒童的注意及基金援助）。
2013年8月，他參觀了洛杉磯兒童醫院，並與患者一起進行手工藝的創作。同年9月，他加入國際醫療組織「國際醫療隊」並成為他們的認證先遣急救員當中的一員，那是一個由志願醫生和護士建立的全球人道主義非營利組織，在災難發生前透過「公共服務公告」推廣及分享有關癌症的詳細資料，來加強社區的連繫，提高對疾病的認識。11月15日，他參加了GO運動的慈善拍賣會「Go Go Gala」，並以$5,600美元的價錢標得一把由再生材料製成的提琴。
2014年3月，他捐贈了親筆簽名的物品以進行拍賣，為《前列腺癌研究基金會》募集資金。同年5月，他將自行車進行拍賣，把收益捐贈給澳大利亞皇家飛行醫生服務為內陸的人們提供初級衛生保健服務。他也參加了《ALS冰桶挑戰賽》，促進人們對肌萎縮性脊髓側索硬化症（ALS）患者的意識。11月，他參加了GO運動的年度慈善活動。
2015年10月，羅伯成為GO運動的第一任大使，以協助提高國際對非營利組織的認識；並加入了「全球目標運動」，旨在到2030年前消除貧困。他說：「我熱切地關注到GO運動多年來對越來越多的小孩及青少年的影響力，我喜歡它是如何的實際和具透明度。他們與一些非凡的本地基層英雄合作，他們在缺乏必要的資源下做到出色的工作，並在緊絀的金錢走很遠的路。我一直是活動的捐助者和支持者，現在我期待著加入了他們的努力，所以我們可以共同為全球更多的孩子和年輕人提供機會。」

## 媒體的關係
羅伯·派汀森憑電影《暮光之城》造就的知名度，獲選：
- 《人物雜誌》2008年、2009年全球最性感男士之一[192][193]
- 《人物雜誌》2008年最具突破性演出藝人（第五位）
- 《娱乐周刊》2008年最佳表現藝人
- 《滾石雜誌》2008年最紅男演員
- 《LA時代雜誌（英语：LA (magazine)）》 2008年最突破明星
- 電視節目《今晚娛樂（英语：Entertainment Tonight）》票選 - 最英俊性感男士
- Yahoo! 雅虎最令人心動電影明星
- 《MTV電視台（英语：MTV Channel）》 2008年度最具代表性的男性與女性（第四位）
- 《MTV電視台》25歲以下最紅男演員（第25位）

2010年，被《Ask Men》選為「2009年49位最具影響力人士」之一、《時代雜誌》「時代百大人物」之一。
而英國《倫敦晚間標準報》在2013年和2014年將羅伯列入「倫敦最具影響力的1,000人」之一。
2009年，《浮華世界》稱羅伯為「世上最性感男士」，而安潔莉娜·裘莉為「世上最性感女士」。同年，他也被《Glamour雜誌》選為「世上最性感男士」。
2012年10月，羅伯再次被《Glamour雜誌》選為「世上最性感男士」。
2010年，《GQ》及《Glamour雜誌》同時將羅伯選為「2010年最佳衣著男士」。《GQ》寫道：「極為優雅和激勵，一個當代男性的真正精髓」。同年，《人物》把羅伯列作他們的「世上最美麗的人物」。
2010年11月14日，羅伯獲得BBC電台第一台的「最佳衣著」及「最佳演員」兩個獎項。
《GQ》再次選羅伯為「2012年最佳衣著男士」。
2010年，羅伯以$1800萬美元的收入被《浮華世界》選為「2009年好萊塢最高收入者」；英國《星期日泰晤士報》「富豪榜」以身價£1300萬英鎊將羅伯列入「英國年輕百萬富豪」；獲選《富比士》「世界上最有影響力的名人」第50位。
2011年，羅伯以$2750萬美元收入在《浮華世界》「好萊塢40強」中名列第15位。
2013年，羅伯以£4500萬英磅的收入成為《Glamour雜誌》「英國最富有的30歲以下明星」第二位。
2014年10月，羅伯以$8289萬美元成為《熱能雜誌》「英國年輕明星年度富豪榜」第三位。
2014年2月，羅伯出現在《世界電影地點：多倫多（World Film Locations: Toronto）》的封面上，本書內容關於多倫多以及在該城市取景拍攝的電影。
2014年8月13日，一個講述三名成熟女性為派汀森傾倒的話劇《完全忠誠（Totally Devoted）》，於愛丁堡外科醫生大廳中首次亮相。
羅伯兩度在《Actors on Actors》與其他演員對談。包括珍妮佛·羅培茲（2019年）傑米·貝爾（2017年）。2015年7月，羅伯也曾在《採訪雜誌》中訪問傑米·貝爾。

## 個人生活
自2008年《暮光之城系列》上映後，羅伯·派汀森的名字與同片女星克莉絲汀·史都華緊密地連結著。在電影拍攝期間，倆人並沒有明確證實彼此的關係，但經由娛樂雜誌狗仔與支持者的激烈帶動下引發強烈的注目，使二人名字合成「Rob-sten」，成為廣泛報導的對象。然而在克莉絲汀·史都華2012年7月首次正式公開承認跟羅伯的情侶關係後不久後，就被雜誌《Us Weekly雜誌》刊登了她跟電影《公主與狩獵者》導演魯伯特·山德斯的擁吻照。照片刊出當天，史都華向羅伯發表了公開道歉：「對於身邊每個受到影響、傷害與難堪的人，我深感抱歉，一時的輕率已經危及到我生命中最重要的事情，我最愛和最尊敬的人，羅伯，我愛他，我愛他，我很對不起。」儘管兩人一度和解，最終仍在2013年5月分手。
2014年9月，羅伯開始跟歌手FKA Twigs交往。2015年4月，媒體報導兩人訂婚的消息。2017年10月兩人因關係陷入長期僵持狀態而解除婚約並正式分手。據悉，羅伯的家人一直不喜歡FKA twigs，認為女方「並不適合他」。
2018年7月，羅伯被拍到與英國女演員蘇琪·沃特豪斯相約看電影。之後兩人開始交往。2023年11月，沃特豪斯在音樂祭演出時宣布她懷了兩人的第一個孩子。2024年3月底，羅伯、蘇琪及蘇琪母親三人一同推嬰兒車外出；4月初蘇琪在個人instagram發布貼文，寫道：「welcome to the world angel」。
2020年9月，羅伯感染2019冠狀病毒病。

## 榮譽

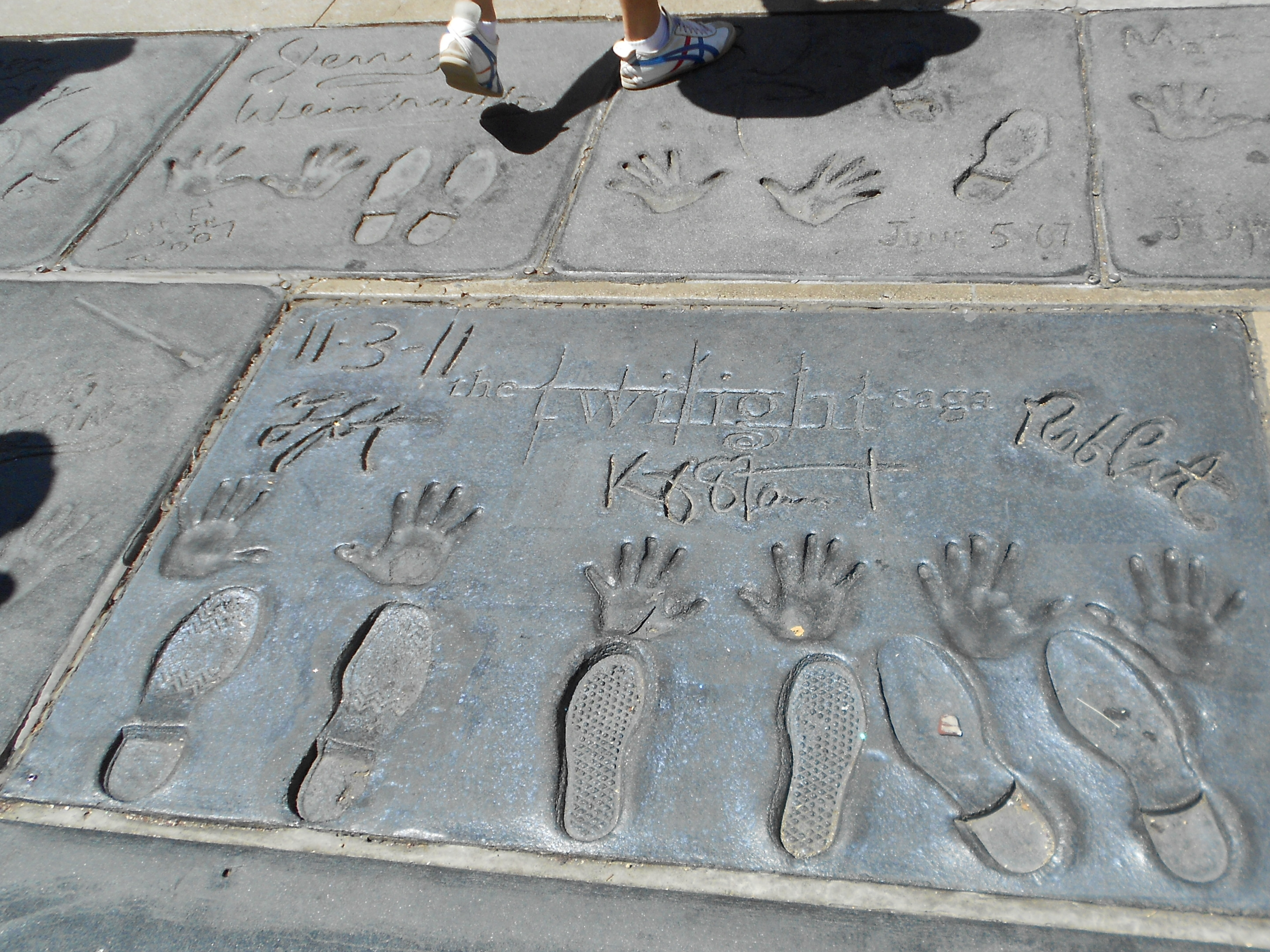
（從左至右）泰勒·洛納、克莉絲汀·史都華及派汀森的手印、鞋印及簽名。

2010年，倫敦及紐約市的杜莎夫人蠟像館新增了羅伯·派汀森的蠟像。
2011年11月3日，羅伯與暮光之城的拍檔克莉絲汀·史都華及泰勒·洛納於中國戲院中把手印、鞋印及簽名印在潮濕的混凝土中。
俄羅斯人天文學家Timur Kryachko將其發現的小行星命名為「246789派汀森」。
2017年9月2日，羅伯在多維爾美國電影節上的精選影片中獲得致敬的榮譽。

## 作品列表

### 電影
| 年份 | 標題                       | 角色                         | 附註 |
| ---- | -------------------------- | ---------------------------- | --- |
| 2004 | 《浮華新世界》             | Adult Rawdy Crawley          | 鏡頭刪減，僅於DVD版本中登場 |
| 2005 | 《哈利波特：火盃的考驗》   | 西追·迪哥里                  | |
| 2007 | 《哈利波特：鳳凰會的密令》 | 西追·迪哥里                  | 客串 |
| 2008 | 《如何生活》               | Art                          | 斯特拉斯堡電影節獎最佳男演員 |
| 2008 | 《暮光之城：無懼的愛》     | 愛德華·庫倫                  | 好萊塢電影獎好萊塢新星 MTV電影大獎男星突破演出 MTV電影大獎最佳接吻 （與克莉絲汀·史都華共享） MTV電影大獎最佳打鬥（與凱姆·吉甘特共享） 青少年票選獎困難選擇 青少年票選獎必選戲劇電影男演員 青少年票選獎必選電影接吻（與克莉絲汀·史都華共享） 青少年票選獎必選電影抱怨聲（與凱姆·吉甘特共享） 尖叫獎最佳幻想男主角 全美民選獎最喜愛銀幕組合（與泰勒·洛納、克莉絲汀·史都華共享） 提名-帝國獎最佳新人 提名-尖叫獎最佳群戲 提名-全美民選獎最喜愛電影男主角 |
| 2009 | 《達利和他的情人》         | 薩爾瓦多·達利                | |
| 2009 | 《暮光之城2：新月》        | 愛德華·庫倫                  | 俄羅斯喬治獎最佳外語男演員 MTV電影大獎最佳男主角 MTV電影大獎最佳全球巨星 MTV電影大獎最佳接吻（與克莉絲汀·史都華共享） 國家電影獎最佳演出 青少年票選獎必選夏季男影星 青少年票選獎必選電影接吻（與克莉絲汀·史都華共享） 青少年票選獎必選電影化學反應（與克莉絲汀·史都華共享） 提名-帝國獎最佳男主角 提名-青少年票選獎必選奇幻片男演員 提名-青少年票選獎困難選擇 提名-尼克頻道兒童票選獎最可愛夫妻檔（與克莉絲汀·史都華共享） 提名-金酸莓獎最差男配角 提名-金酸莓獎最差搭檔（與克莉絲汀·史都華共享） |
| 2010 | 《記得我》                 | 泰勒·霍金斯                  | 兼執行製片人 青少年票選獎必選戲劇電影男演員 |
| 2010 | 《暮光之城：蝕》           | 愛德華·庫倫                  | MTV電影大獎最佳男主角 MTV電影大獎最佳接吻（與克莉絲汀·史都華共享） MTV電影大獎最佳打鬥（與布萊絲·達拉斯·霍華、澤維爾·塞缪爾共享） 青少年票選獎必選吸血鬼 全美民選獎最喜愛銀幕組合（與泰勒·洛納、克莉絲汀·史都華共享） 尖叫獎最佳幻想男主角 巴西兒童票選獎年度情侶（與克莉絲汀·史都華共享） 英國廣播公司一號電台青少年獎最佳男演員 英國廣播公司一號電台青少年獎最佳服裝 提名-全美民選獎最喜愛電影男主角 提名-青少年票選獎必選科幻或奇幻類男演員 提名-青少年票選獎必選電影接吻（與克莉絲汀·史都華共享） 提名-青少年票選獎困難選擇 提名-尼克澳大利亞兒童票選獎最喜愛接吻（與克莉絲汀·史都華共享） 提名-尼克澳大利亞兒童票選獎最喜愛影視明星 提名-金酸莓獎最差男主角 提名-金酸莓獎最差群戲（與全體演員共享） |
| 2010 | 《愛與懷疑》               | Richard                      | |
| 2011 | 《大象的眼淚》             | Jacob Jankowski              | 青少年票選獎必選戲劇電影男演員 提名-全美民選獎最喜愛電影男主角 提名-倫勃朗獎最佳國際男演員 |
| 2011 | 《暮光之城：破曉Ⅰ》        | 愛德華·庫倫                  | MTV電影大獎最佳接吻（與克莉絲汀·史都華共享） 尼克英國兒童票選獎最喜愛英國男演員 理查德·阿滕伯勒電影金像獎年度影星 提名-青少年票選獎困難選擇 提名-青少年票選獎必選科幻或奇幻類男演員 提名-青少年票選獎必選浪漫類男演員 提名-青少年票選獎必選電影接吻（與克莉絲汀·史都華共享） 提名-金酸莓獎最差群戲（與全體演員共享） 提名-金酸莓獎最差搭檔（與克莉絲汀·史都華共享） |
| 2012 | 《色慾花美男》             | Georges Duroy                | |
| 2012 | 《夢遊大都會》             | Eric Packer                  | 提名-溫哥華影評人協會獎加拿大電影最佳男主角 |
| 2012 | 《暮光之城：破曉Ⅱ》        | 愛德華·庫倫                  | 青少年票選獎必選浪漫類男主角 青少年票選獎必選電影接吻（與克莉絲汀·史都華共享） 理查德·阿滕伯勒電影金像獎年度最佳英國男演員 維珍傳媒大獎最火熱電影男主角 帝國影院另類電影獎最佳搭檔（與克莉絲汀·史都華共享） 帝國影院另類電影獎最佳接吻（與克莉絲汀·史都華共享） 尼克英國兒童票選獎最喜愛英國男演員 金酸莓獎最差群戲（與全體演員共享） 提名-青少年票選獎必選科幻或奇幻類男演員 提名-金酸莓獎最差男主角 提名-金酸莓獎最差搭檔（與克莉絲汀·史都華共享） |
| 2014 | 《絕命正義》               | Reynolds                     | 提名-澳洲電影及電視美藝學院獎最佳男配角 提名-澳大利亞影評人協會獎最佳男配角 提名-澳大利亞影評人獎最佳男配角 |
| 2014 | 《寂寞星圖》               | Jerome Fontana               | 提名-加拿大電影獎最佳男配角 |
| 2015 | 《沙漠女皇：燦爛年代》     | 湯瑪斯·愛德華·勞倫斯         | |
| 2015 | 《叛逆年代》               | 丹尼斯·史托克                | |
| 2015 | 《邪惡的養成》             | Charles Marker／成年Prescott | |
| 2016 | 《失落之城》               | Henry Costin                 | |
| 2017 | 《失速夜狂奔》             | Constantine "Connie" Nikas   | 提名-哥譚獨立電影獎最佳男主角 提名-底特律影評人協會獎最佳男主角 提名-線上影評人協會獎最佳男主角 提名-聖地牙哥影評人協會獎最佳男主角 第三名-都柏林影評圈獎最佳男主角 提名-西雅圖電影評論協會獎最佳男主角 第三名-IndieWire評論家票選獎最佳男主角 提名-佛羅里達影評人協會獎最佳男主角 提名-北德克薩斯電影評論家協會獎最佳男主角 提名-休斯頓影評人協會獎最佳男主角 提名-奧斯汀影評人協會獎最佳男主角 提名-衛星獎最佳男主角 提名-獨立精神獎最佳男主角 |
| 2018 | 《青春少女》               | Samuel Alabaster             | |
| 2018 | 《黑洞迷情》               | Monte                        | |
| 2019 | 《燈塔》                   | Ephraim Winslow              | 提名-底特律影評人協會最佳男主角 提名-獨立精神獎最佳男主角 |
| 2019 | 《國王》                   | 法國皇太子                   | |
| 2019 | 《等待野蠻人》             | Mandel                       | |
| 2020 | 《TENET天能》              | Neil                         | 提名-土星獎最佳電影男配角 |
| 2020 | 《神棄之地》               | Preston Teagardin            | |
| 2022 | 《蝙蝠俠》                 | 布魯斯·韋恩／蝙蝠俠          | 提名-土星獎最佳電影男主角 |
| 2023 | 《蒼鷺與少年》             | 蒼鷺                         | 英語版配音 |
| 2025 | 《米奇17號》               | Mickey Barnes                | |
| 2025 | 《去死吧，我的爱》         | Jackson                      | |
| 2026 | 《奧德賽》                 |                              | |
| 2026 | 《沙丘：第三部》           |                              | |
| 待定 | 《戲劇故事》               |                              | |
| 待定 | 《黃金時段》               |                              | |

### 電視
| 年份 | 標題                   | 角色        | 附註     |
| ---- | ---------------------- | ----------- | -------- |
| 2004 | 《黑暗王朝：魔域屠龍》 | 吉澤爾赫    | 電視電影 |
| 2006 | 《迷魂飛行員》         | Toby Jugg   | 電視電影 |
| 2007 | 《壞媽媽手冊》         | Daniel Gale | 電視電影 |

## 外部連結
- 羅伯·派汀森在互联网电影资料库（IMDb）上的資料（英文）
- 羅伯·派汀森在豆瓣上的资料（简体中文）
- （英文） Robert Pattinson （页面存档备份，存于） - TV.com